# Leopold Rajh
Leopold Rajh, slovenski gospodarstvenik, * 26. oktober 1930, Silova, † 19. junij 2011, Celje.
Rajh je kot mladinec sodeloval v NOB. Od poletja 1944 do konca vojne je bil partizanski kurir. Leta 1949 je končal Tekstilno strojniško šolo v Kranju in se zaposlil v Tekstilni tovarni v Preboldu, bil med 1952-1958 uslužbenec na občini Prebold in 1958-1962 sekretar občinskega komiteja ZKS v Žalcu. Leta 1964 je v Mariboru končal Višjo pravno šolo ter bil do 1968 pomočnik direktorja in sekretar podjetja Montana v Žalcu, nato do 1989 generalni direktor Strojne industrije SIP v Šempetru v Savinjski dolini. Leta 1984 je za delo v gospodarstvu prejel nagrado Gospodarske zbornice Slovenije (prej Kraigherjeva nagrada).